# Bariera odłamkowa
Bariera odłamkowa – chroni przed obrywami skalnymi ludzi oraz infrastrukturę techniczną. Wychwytuje nieoczekiwanie spadające odłamki skalne, które odspajają się od stoków na skutek wietrzenia mechanicznego, chemicznego, działania wody czy roślinności.

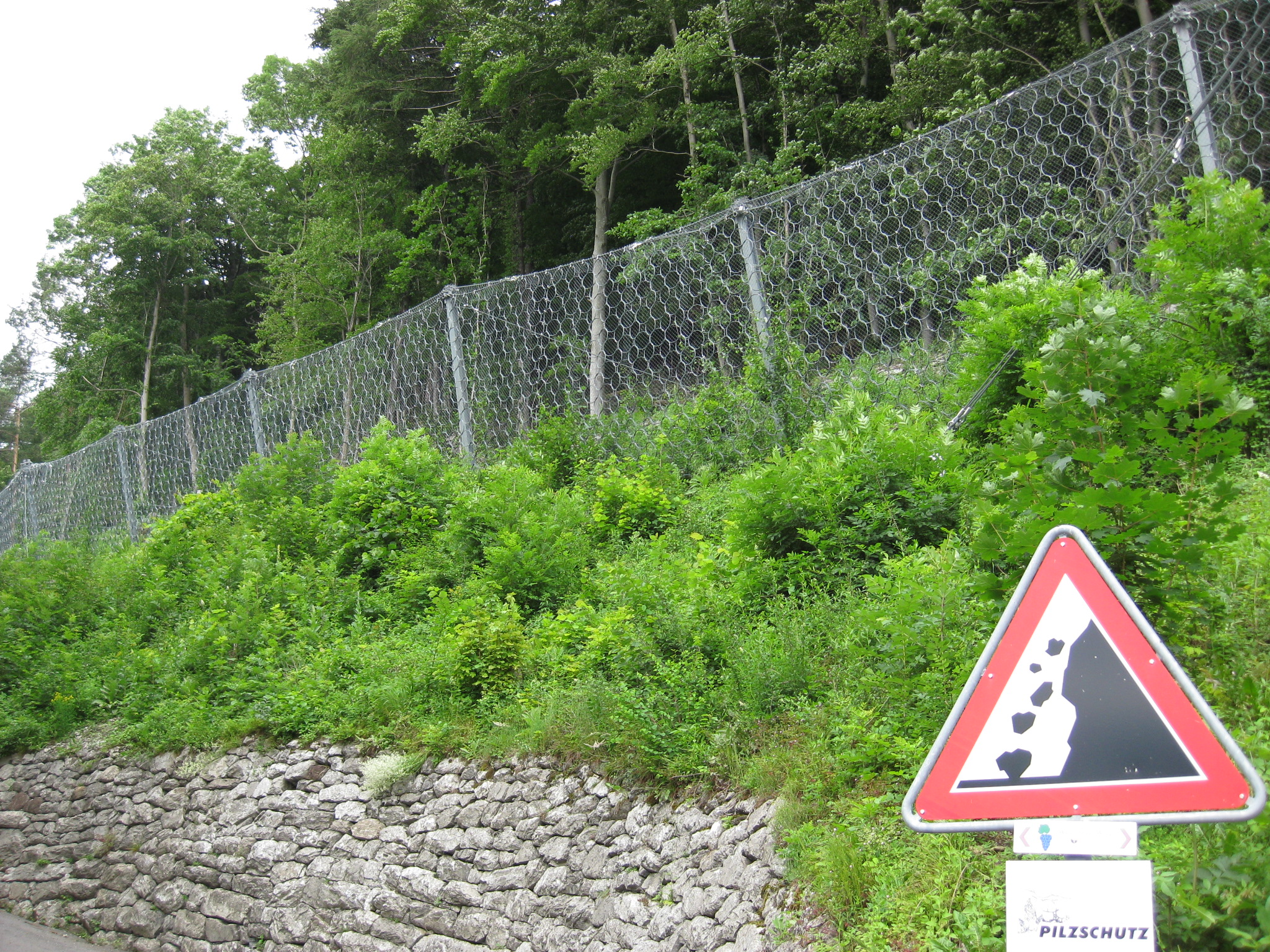
Bariera odłamkowa zainstalowana w Szwajcarii w miejscu występowania spadających odłamków skalnych.

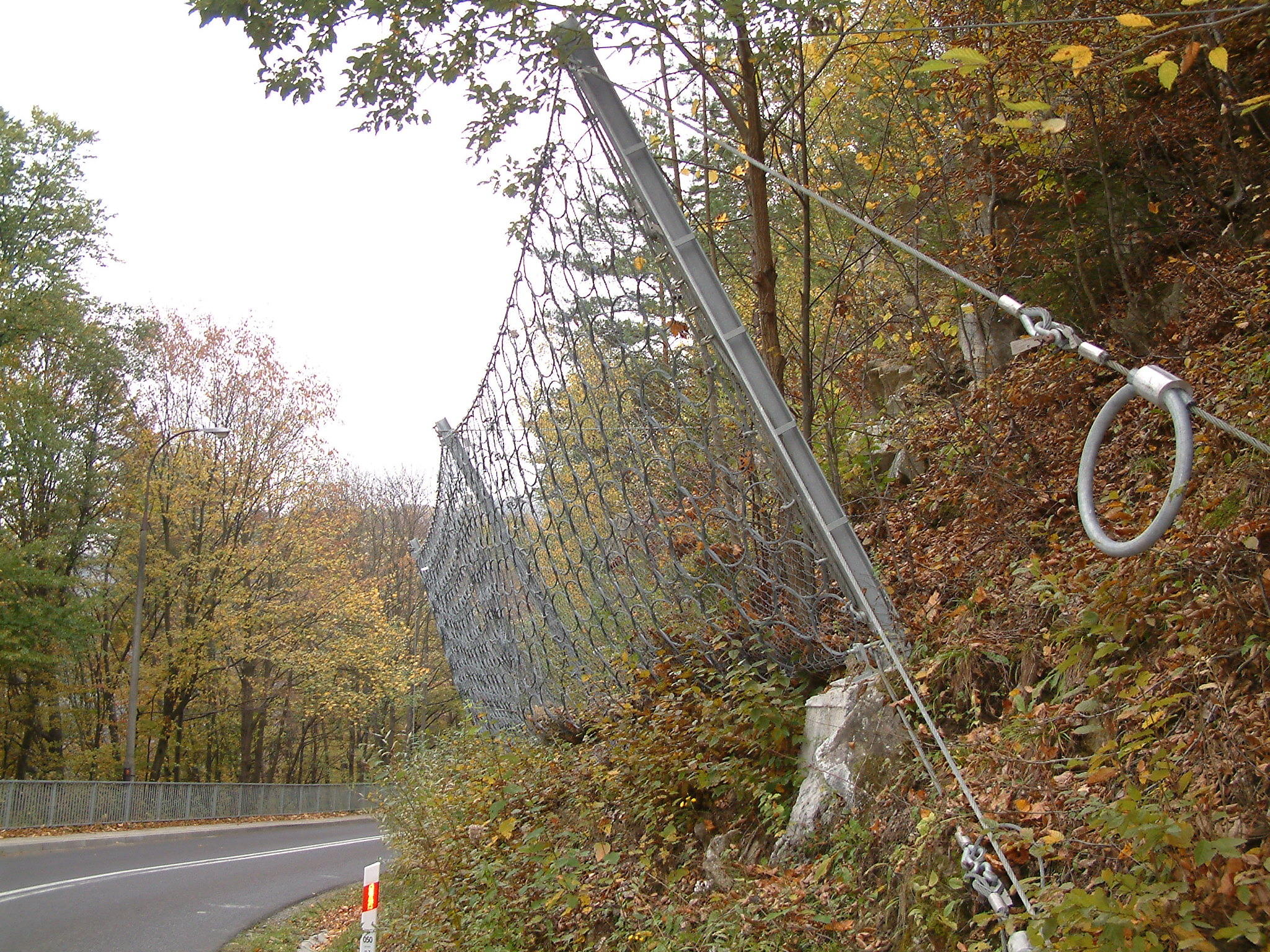
Bariera typu RXI-025 zainstalowana w Żegiestowie przy drodze nr 971. Służy jako zabezpieczenie drogi wojewódzkiej przed spadającymi odłamkami skalnymi.

Bariera odłamkowa po zatrzymaniu obrywu skalnego.

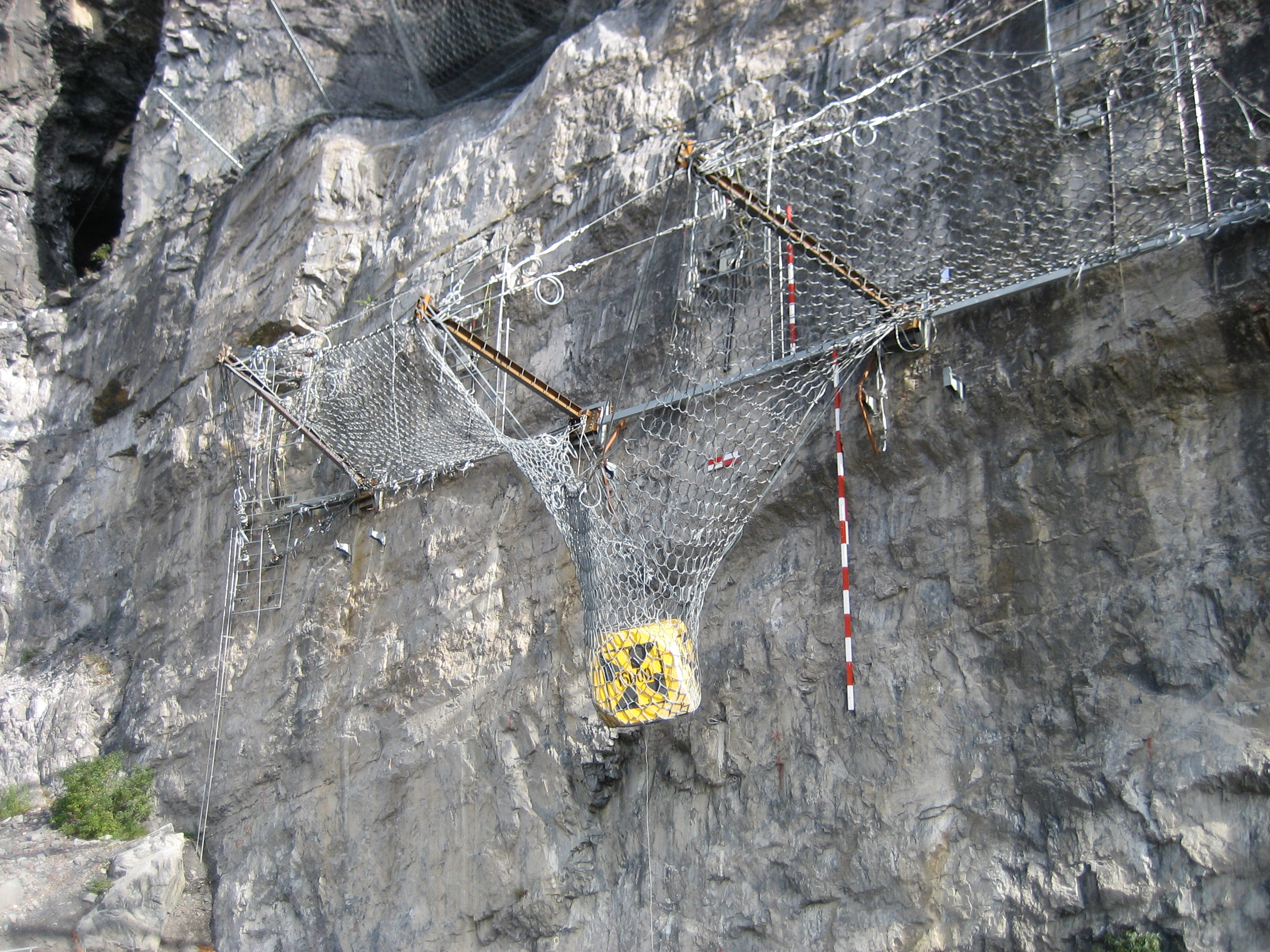
Test w skali 1:1 bariery odłamkowej na 8000 kJ. Rozwiązanie firmy Geobrugg AG.

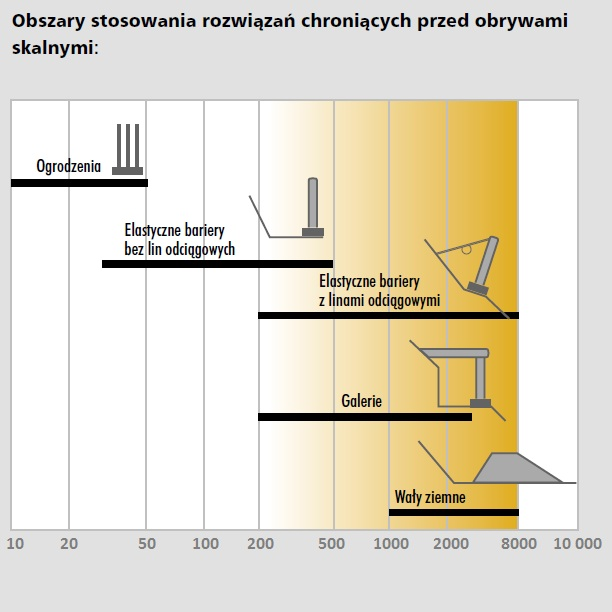
Podczas projektowania rozwiązania konstrukcyjnego, należy przeanalizować zakres energii jaką konstrukcja ma przenieść podczas wystąpienia obrywu.

## Budowa i działanie bariery odłamkowej
Bariery odłamkowe składają się z:
- Płyt gruntowych mocowane przy pomocy kotew do podłoża,
- Słupów tj. dwuteowników szerokostopowych montowanych sztywno do płyt gruntowych(bariery typu TXI i AXI) lub ze sworzniowym mocowaniem z płytą gruntową,
- Kotew linowych lub gwoździ gruntowych z głowicami FLEX,
- Lin pomocniczych oraz odciągowych wyposażonych w pierścienie bezpieczeństwa.

W momencie uderzenia odłamka o barierę energia kinetyczna jest w pierwszym rzędzie absorbowana dzięki plastycznej deformacji siatki. Zjawisko to znacznie obciąża system kotwienia. Liny umożliwiają ściąganie zawieszonych na szeklach siatki w miejscu uderzenia (efekt kurtyny), co pozwala na rozłożenie obciążeń na większej powierzchni bariery.  
Testy bariery przeprowadzane są w skali 1:1, w warunkach upadku pionowego na specjalnym polu testowym w miejscowości Walenstadt (Szwajcaria). Bariery posiadają Aprobaty i Atesty Techniczne.
W naturze prędkość w trakcie uderzenia pojedynczego obrywu skalnego waha się zazwyczaj pomiędzy 10 a 20 m/s, wyjątkowo dochodząc do 25 m/s. Mogą występować uderzenia wielokrotne obrywów skalnych, pni drzew lub osunięć śniegu.

## Rodzaje barier
Rodzaje barier zależą głównie od energii odłamków skalnych jaką może dana bariera przyjąć. Różnice energochłonności wynikają z budowy barier, rodzajów oraz parametrów zastosowanych materiałów a także sposobu połączenia ich elementów. Ważną kwestią jest wysokość, którą mogą osiągnąć odłamki skalne odbijające się od powierzchni stoku.
Oto przykładowe rodzaje:
- Bariery typu TXI oraz AXI o nośności od 100 kJ do 500 kJ bez lin odciągowych,
- Bariery typu RXI - certyfikowane zgodnie z wytycznymi FOEN, o nośności od 250 kJ do 5000 kJ,
- Bariery typu GBE - certyfikowane zgodnie z ETAG 27 (znak CE), o nośności od 100 kJ - 8000 kJ,
- Bariery hybrydowe - będące połączeniem kurtyn skalnych oraz barier elastycznych.

Powyżej wymienione bariery mogą uzupełniać lub nawet zastąpić ciężki konstrukcje budowlane, ponieważ mogą pochłaniać więcej energii niż istniejące bądź planowane galerie betonowe jak również innego typu konstrukcje żelbetowe. Ponadto okazują się być doskonałym rozwiązaniem w przypadku, gdy budowa wału ziemnego nie jest realna ze względów topograficznych lub estetycznych.